# Александр Карагеоргиевич (сын Александра II)
Александр Карагеоргиевич (серб. Александар Карађорђевић; род. 15 января 1982, Фэрфакс, Виргиния, США) — член сербского королевского дома Карагеоргиевичей, принц Югославский.

## Биография
Родился 15 января 1982 года в городе Фэрфакс, штат Виргиния (США). Младший (третий) сын югославского кронпринца Александра II Карагеоргиевича (род. 1945) и принцессы Марии да Глории, герцогини Сегорбе (род. 1946). Является братом-близнецом принца Филиппа, третий в порядке наследования престола после старших братьев Петра и Филиппа; также входит в список лиц, которые могут унаследовать британский престол. Его крестными были испанская королева София, греческий король Константин и герцогиня Анна Калабрийская.
Принц Александр проживал в штате Виргиния до 1984 года. Вместе со своим братом-близнецом Филиппом вначале ходил в детский сад в Лондоне. С восьми лет учился в одной из лучших начальных школ в Лондоне. В июне 2000 года он окончил шестой класс в королевской школе в Кентербери. Александр коммуникации и средства массовой информации в Университете Сан-Франциско, где в мае 2004 года получил степень бакалавра. Принц Александр также окончил аспирантуру американского университета по специальности рекламная деятельность (художественное направление). В настоящее время он работает в интернет-электронных изданиях в Калифорнии.
Александр Карагеоргиевич является поклонником искусства, фотографии, музыки, французских фильмов. Принц увлекается сёрфингом на лыжах и доске, дайвингом, музеями, литературой, теннисом, баскетболом и футболом. Говорит на английском, испанском и французском языках, в совершенстве знает сербский язык.
С 17 июля 2001 года принц Александр проживает в Королевском дворце в Белграде вместе с семьёй. Путешествовал по Европе и США, посещал Ближний Восток, Юго-Восточную Азию, Центральную и Южную Америку.

## Титулы
- 15 января 1982 — настоящее время: «Его Королевское Высочество принц Александр Карагеоргиевич Сербский и Югославский»

## Награды
- Орден Звезды Карагеоргия (Королевский дом Карагеоргиевичей)
- Орден Белого орла (королевский дом Карагеоргиевичей)
- Орден короны (Королевский дом Карагеоргиевичей)
- Орден Святого Саввы (Королевский дом Карагеоргиевичей)